# Amburayan
La Comandancia Político-Militar de Amburayan fue una división administrativa histórica del  Reyno de Filipinas, creada en  en 1889 y situada en la isla de Luzón.
Su territorio se encuentra en la actualidad en las  provincias  de Ilocos del Sur, Región Administrativa de Ilocos (Región I) y de Benguet en la Región Administrativa de La Cordillera, también denominada (Región CAR).

## Geografía
A finales del siglo XIX su territorio confinaba al norte con Tiagán e Ilocos del Sur; al sur con el pueblo de Bangar de la provincia de La Unión; al este con la Comandancia de Lepanto; y al oeste con las provincias de Ilocos del Sur y la Unión y con el distrito de Benguet.
El pueblo más importante es Alilem, su cabecera.
Los demás pueblos son Suyo y Cabacán o Cabaccán.
Durante la ocupación estadounidense de Filipinas era la única subprovincia costera de La Montaña, Tagudín, separada de   Benguet y Lepanto por una alta cadena montañosa, donde destacan los picos de  Guirayán y Malaya. Las otras cadenas montañosas van de este a oeste entre los ríos.
Toda la subprovincia es drenada por el río Amburayán y algunos pequeños arroyos que desembocan en el mar de la China Meridional  atravesdando la provincia de La Unión.
El valle del río Bakun y el correspondiente a la rama principal del Amburayán comprenden los dos tercios meridionales de esta subprovincia.
El tercio septentrional  está ocupado por el valle río Chico.
La parte meridional resulta inaccesible. Los ríos son demasiado rápidos no permitiendo la navegación ni siquiera en balsas.  No existe ningún tipo de carreteras, excepto una ruta a caballo desde Tagudín a Alilem, su antigua capital.

### Demografía
Su población a finales del siglo XIX ascendía a unos 30.000 infieles, igorrotes generalmente, y 150 cristianos, distribuidos en 34 pueblos y 76 rancherías.
Noval considera una población de 7.907 habitantes repartidos en 23 rancherías.
A principios del siglo XX esta subprovincia, juntamente con Lepanto, tenían 1 ciudad, 19 municipios y 191 barrios. Tagudín vontaba con 11.237 habitantes.

### Idiomas
Se hablan el canacay y el tinguián.

## Economía
Su industria está limitada a algunos tejidos de algodón y otros objetos de uso frecuente entre  los infieles.

## Historia
A principios del siglo XIX, tras conocerse el informe de la expedición de Guillermo de Galvey, el gobierno español organizó desde un punto de vista político-militar la región de La Montaña dividiéndola en seis comandancias, a saber: 
- Benguet, creada  en 1846,[3]
- Comandancia de Lepanto en 1852,
- Bontoc en 1859,
- Amburayan en 1889,
- Kayapa y Cabugaoán en 1891.

A finales del siglo XIX la provincia de Ilocos del Sur comprendía las comandancias de Amburayan y de Tiagán.

### La Comandancia
En el siglo XIX, la población de las comandancias-político militares se componía de infieles repartidos en rancherías o de cristianos recién convertidos organizados en pueblos. 
Amburayan en lo político estaba a cargo de  oficial del Ejército Español con atribuciones  judiciales, asesorándose del promotor fiscal de la Unión.
En lo económico depende de la administración de hacienda de esta provincia.
La administración  espiritual están a cargo de los agustinos, que tenían allí tres misioneros en los pueblos de Alilem, Suyo y Cabacán.

### La subprovincia

Mancomunidad de Filipinas.

Amburayan, única subprovincia costera de La Montaña, se separa de Benguet y Lepanto por una 
cadena de montañas  entre las que destacan  Guirayan y Malaya.
Esta subprovincia tenía una extensión superficial de 1.716 km² y contaba con una población de 36.108 habitantes distribuidos en  1 ciudad , 8 municipios y 110  barrios. Su capital era Tagudín,con 2.513 habitantes. Comprendía los municipios de Alilem, Bakun, San Gabriel, Santol, Sigay, Sudipen, Sugpon y Suyo.
Hoy pertenecen a la provincia de Ilocos del Sur los municipios de Alilem, Sigay, Sugpon, Suyo y Tagudín; a la de Benguet parte de Bakun,  Ampusongan pertenecía a la subprovincia de Lepanto; mientras que a la de La Unión pertenecían San Gabriel, Santol y Sudipen.